# Viola confertifolia
Viola confertifolia är en violväxtart som beskrevs av Chang. Viola confertifolia ingår i släktet violer, och familjen violväxter. Inga underarter finns listade i Catalogue of Life.